# 10343 Church
10343 Church este un asteroid din centura principală de asteroizi.

## Descriere
10343 Church este un asteroid din centura principală de asteroizi. A fost descoperit pe 4 noiembrie 1991 la Kitt Peak National Observatory în cadrul proiectului Spacewatch. El prezintă o orbită caracterizată de o semiaxă mare de 3,14 ua, o excentricitate de 0,15 și o înclinație de 2,1° în raport cu ecliptica.